# Бродец (Чучер-Сандево)
Бродец (мкд. Бродец) је насеље у Северној Македонији, у северном делу државе. Бродец је насеље у оквиру општине Чучер-Сандево.
Бродец има велики значај за српску заједницу у Северној Македонији, пошто Срби чине значајну мањину у насељу.

## Географија
Бродец је смештен у северном делу Северне Македоније. Од најближег града, Скопља, село је удаљено 25 km северно.
Село Бродец се налази у историјској области Црногорје, на јужним висовима Скопске Црне горе, на приближно 900 метара надморске висине. Од села се пружа поглед на Скопље и Скопско поље.
Месна клима је планинска због знатне надморске висине.

## Историја
Ту је 1899. године, као и ранијих година, прослављан Св. Сава као школска слава. У месном храму је чинодејствовао поп Михајло Богићевић, а старац од 83 године - Милош Радевић био је школски домаћин (кум). Светосавску беседу је након резања славског колача изговорио учитељ Стева Младеновић. Током весеља Неша Караџић је свирао на гајде; око њега се развило коло од омладине.

## Становништво
Бродец је према последњем попису из 2021. године имао 11 становника. Почетком 20. века Срби су били искључиво становништво у селу.
Претежна вероисповест месног становништва је православље.
| Национални састав према попису из 2021.‍ | Национални састав према попису из 2021.‍ | Национални састав према попису из 2021.‍ | Национални састав према попису из 2021.‍ | Национални састав према попису из 2021.‍ |
| --------------------------------------- | --------------------------------------- | --------------------------------------- | --------------------------------------- | --------------------------------------- |
|                                         |                                         |                                         |                                         |                                         |
| Македонци                               | Македонци                               |                                         | 7                                       | 63,6%                                   |
| Срби                                    | Срби                                    |                                         | 1                                       | 9,1%                                    |
| непописани                              | непописани                              |                                         | 3                                       | 27,3%                                   |